# Euphoria (álbum de Enrique Iglesias)
Euphoria es el nombre del noveno álbum de estudio, y el álbum debut bilingüe grabado por el cantante y compositor español Enrique Iglesias. Fue lanzado al mercado bajo los sellos discográficos Universal Republic Records y Universal Music Latino el 6 de julio de 2010. El álbum contiene colaboraciones con artistas de la talla de Usher, Juan Luis Guerra, Pitbull, Nicole Scherzinger y el dúo de reguetón puertorriqueño Wisin & Yandel, y muchos más. Contiene canciones tanto en inglés como en español.
El primer sencillo extraído del álbum "Cuando me enamoro", a dúo con el cantautor dominicano Juan Luis Guerra logró la posición número 1 en el Hot Latin Songs. Su primer sencillo en inglés, "I like it", logró situarse en los primeros puestos de los rankings de ventas y radios. En su lanzamiento, el álbum debutó en el #10 en el Billboard 200, con ventas de 27 000 copias.

## Antecedentes
El álbum es su primer disco de carácter bilingüe. Enrique describe el álbum diciendo: "Como nada que haya hecho antes". Acerca del álbum Enrique dice: "Es el primer disco que he publicado de 50-50. Es el álbum más ecléctico de mi carrera, el más emocionante, el más sorprendente. A veces se comete el error de sentirse cómodo en el estudio y ser atrapado y si hay algo que he querido cambiar en este disco no es para sentirse cómodo y salir un poco del típico de lo que he hecho en el pasado". Y añade "Con la colaboración también se aprende mucho. Los artistas se inspiran en otros artistas. Lo bueno de este álbum es que fue muy orgánico, un disco en el que las colaboraciones que se han producido han sido muy natural y que todo comenzó con la canción, eso es lo bonito". También añadió: "Se nutre de estilos tan diferentes de la música - ha sido muy emocionante para mí para experimentar y explorar nuevos territorios. Es una canción que cuando la escribí y no pensar mucho era más por el sonido. Pero es un tipo de canción que siempre quise cantar. No quiero hacer un álbum doble, y he estado escribiendo este álbum para un año y medio", dice Iglesias. "Así que queremos asegurarnos es lo mejor que puedo darle a los fans."
En "Euphoria" poco queda de su infancia y no duda en decir que su carrera ha sido un cambio importante con el paso del tiempo. Para mi 'experiencia religiosa', mi primer disco es mágico porque tengo un montón de atención y porque tiene un nivel de honestidad para mí único en comparación con lo que he hecho. Pero cuando la gente escuche este disco es obvio que encontrará que no tiene nada de parecido en la mayoría de las canciones que he hecho en el pasado. Lo que queremos es que la audiencia crezca contigo y eso es muy difícil de lograr. Que no, lo hace solo ocasionalmente. Con estos fallos se puede aprender, pero no es fácil", añadió.

## Recepción
En la lista Billboard 200, "Euphoria", fue la más alta nueva segunda entrada, debutando en el número 10 con 27 000 copias. Su último álbum de estudio de 2007 "Insomniac", debutó y alcanzó su punto máximo en el Billboard 200 en el número 17 con 45 000 vendidas en su primera semana. Enrique Iglesias logra su séptimo álbum n. º 1 en EE. UU. en el Top Latin Albums con Euphoria llega con 27 000 vendidas. Ahora está empatado con Los Tigres Del Norte y Marc Anthony en el tercer lugar de artistas en lograr más n. º 1 en la lista. Solo Marco Antonio Solís (con nueve), Los Temerarios y Luis Miguel (ambos con ocho) tienen más. En el Billboard 200 Iglesias logra su segundo top 10. Su otra única visita a la lista fue cuando Escape logró el n.º 2 en 2001.
Enrique Iglesias debuta en el n.º 5 en el European Top 100 Albums con Euphoria, después logró el n.º 1 en España, n.º 5 en Holanda y Suiza, N ° 6 en el Reino Unido (con ventas de las primeras semanas de 20 000) y n.º 10 en Francia e Irlanda. "Euphoria" debutó en el n. º 1 en México. En su segunda semana se mantuvo en el n.º 1 y fue certificado Oro.

## Sencillos
- El primer sencillo del álbum "Cuando me enamoro", fue lanzado el 26 de abril de 2010, el sencillo que debutó en el número 8 y número 25 en EE. UU. en la categoría Latin Pop Songs y Hot Latin Songs EE. UU., respectivamente. La canción se convirtió en su 25. ª que alcanza en ingresar en los 10 primeros lugares en el Billboard Latin Pop Songs EE. UU. y después de 4 semanas de su fecha de lanzamiento se convirtió en su 21 canciones n.º 1 de esta tabla.[17][18]

- El segundo sencillo y primero en inglés, "I like it", que cuenta con la colaboración de Pitbull, fue lanzado el 3 de mayo de 2010 en los EE. UU. y se convirtió en un éxito, alcanzando el número 4 en el Billboard Hot 100.

- "Heartbeat", con Nicole Scherzinger fue lanzado como el tercer sencillo del álbum y segundo en inglés el 31 de mayo de 2010 en forma digital en los Estados Unidos y en el Reino Unido el 27 de septiembre de 2010.[19]

- "No me digas que no", es el segundo sencillo en español y cuarto en general del álbum que cuenta con la colaboración de Wisin y Yandel, fue lanzado el 18 de octubre de 2010 como descarga digital,[20][21] y lanzado en radios ese mismo día.[22]

- "Tonight (I'm Lovin' You)" es el quinto sencillo y fue lanzado digitalmente el 15 de noviembre de 2010.[23] Cuenta con la colaboración del rapero estadounidense Ludacris y DJ Frank E.

- El sexto sencillo del álbum es "Dirty Dancer", originalmente con Usher, fue lanzado como un remix en la versión de EE. UU. el 7 de febrero de 2011, esta versión cuenta con la colaboración de Usher y del rapero estadounidense Lil Wayne.[1] En 2012, la banda holandesa de Rock sinfónico Within Temptation realizó un cover de esta canción, como parte de la promoción de su evento Elements.

- "Ayer" es el tercer sencillo en español y fue lanzado el 23 de mayo de 2011.[24]

## Lista de canciones
| Edición Internacional |                                                              |                                                                                |          |  |
| N.º                   | Título                                                       | Escritor(es)                                                                   | Duración |  |
| 1.                    | «I Like It» (con Pitbull y la voz extraída de Lionel Richie) | Enrique Iglesias · Nadir Khayat · Lionel Richie · Armando Pérez                | 3:51     |  |
| 2.                    | «One Day at a Time» (con Akon)                               | Enrique Iglesias · Khayat · Frankie Storm · Aliaune Thiam                      | 4:04     |  |
| 3.                    | «Heartbeat» (con Nicole Scherzinger)                         | Enrique Iglesias · Mark Taylor · Jamie Scott                                   | 4:15     |  |
| 4.                    | «Dirty Dancer» (con Usher y Lil Wayne)                       | Enrique Iglesias · Khayat                                                      | 4:05     |  |
| 5.                    | «Why Not Me?»                                                | Enrique Iglesias · Nadir Khayat                                                | 3:39     |  |
| 6.                    | «No me digas que no» (con Wisin & Yandel)                    | Enrique Iglesias · Descemer Bueno · Juan Luis Morera · Llandel Veguilla Malavé | 4:30     |  |
| 7.                    | «Ayer»                                                       | Enrique Iglesias · Descemer Bueno                                              | 3:33     |  |
| 8.                    | «Cuando me enamoro» (con Juan Luis Guerra)                   | Enrique Iglesias · Descemer Bueno                                              | 3:21     |  |
| 9.                    | «Dile qué»                                                   | Enrique Iglesias · Coti Sorokin                                                | 3:40     |  |
| 10.                   | «Tú y yo»                                                    | Enrique Iglesias · Aleks Syntek                                                | 4:01     |  |
| 11.                   | «Heartbreaker»                                               | RedOne                                                                         | 4:04     |  |
| 12.                   | «Coming Home»                                                | Enrique Iglesias, Mark Taylor · Jamie Scott                                    | 3:59     |  |
| 13.                   | «Everything's Gonna Be Alright»                              | Lenny Medina · Enrique Iglesias · Wayne Hector                                 | 3:45     |  |
| 14.                   | «No me digas que no»                                         | Enrique Iglesias · Descemer Bueno                                              | 4:05     |  |
| 54:20                 |                                                              |                                                                                |          |  |

| Edición México/Estados Unidos. |                                            |                                                                                |          |  |
| N.º                            | Título                                     | Escritor(es)                                                                   | Duración |  |
| 1.                             | «Cuando me enamoro» (con Juan Luis Guerra) | Enrique Iglesias · Descemer Bueno                                              | 3:20     |  |
| 2.                             | «No me digas que no» (con Wisin & Yandel)  | Enrique Iglesias · Descemer Bueno · Juan Luis Morera · Llandel Veguilla Malavé | 4:30     |  |
| 3.                             | «Ayer»                                     | Enrique Iglesias, Descemer Bueno                                               | 3:33     |  |
| 4.                             | «Dile qué»                                 | Enrique Iglesias · Coti Sorokin                                                | 3:40     |  |
| 5.                             | «I Like It» (con Pitbull)                  | Enrique Iglesias · Khayat · Lionel Richie · Armando Pérez                      | 3:51     |  |
| 6.                             | «One Day At A Time» (con Akon)             | Enrique Iglesias · Khayat · Frankie Storm · Aliaune Thiam                      | 4:04     |  |
| 7.                             | «Heartbeat» (con Nicole Scherzinger)       | Enrique Iglesias · Mark Taylor · Jamie Scott                                   | 4:15     |  |
| 8.                             | «Dirty Dancer» (con Usher)                 | Enrique Iglesias · Khayat                                                      | 3:34     |  |
| 9.                             | «Tú y Yo»                                  | Enrique Iglesias · Aleks Syntek                                                | 4:01     |  |
| 10.                            | «No me digas que no»                       | Enrique Iglesias · Descemer Bueno                                              | 4:05     |  |
| 39:01                          |                                            |                                                                                |          |  |

| Edición Reino Unido |                                            |                                                                                |          |  |
| N.º                 | Título                                     | Escritor(es)                                                                   | Duración |  |
| 1.                  | «I Like It» (con Pitbull)                  | Enrique Iglesias · Nadir Khayat · Lionel Richie · Armando Pérez                | 3:52     |  |
| 2.                  | «One Day at a Time» (con Akon)             | Enrique Iglesias · Khayat · Frankie Storm · Aliaune Thiam                      | 4:01     |  |
| 3.                  | «Heartbeat» (con Nicole Scherzinger)       | Enrique Iglesias · Mark Taylor · Jamie Scott                                   | 4:17     |  |
| 4.                  | «Why Not Me?»                              | Enrique Iglesias · Nadir Khayat                                                | 3:36     |  |
| 5.                  | «Dirty Dancer» (con Usher)                 | Bogart · Enrique Iglesias · Nadir Khayat · Nuri · Quinones                     | 3:39     |  |
| 6.                  | «Heartbreaker»                             | RedOne                                                                         | 4:05     |  |
| 7.                  | «Everything's Gonna Be Alright»            | Lenny Love · Enrique Iglesias · Wayne Hector                                   | 3:48     |  |
| 8.                  | «Coming Home»                              | Enrique Iglesias · Taylor · Scott                                              | 4:00     |  |
| 9.                  | «Cuando me enamoro» (con Juan Luis Guerra) | Enrique Iglesias · Descemer Bueno                                              | 3:21     |  |
| 10.                 | «No me digas que no» (con Wisin & Yandel)  | Enrique Iglesias · Descemer Bueno · Juan Luis Morera · Llandel Veguilla Malavé | 4:28     |  |
| 11.                 | «I Like It» (No Rap Edit)                  | Enrique Iglesias · Nadir Khayat · Lionel Richie · Armando Pérez                | 3:14     |  |
| 42:27               |                                            |                                                                                |          |  |

### Edición especial
| Edición Especial Estados Unidos. |                                            | |          |  |
| N.º                              | Título                                     | Escritor(es) | Duración |  |
| 1.                               | «I like it» (con Pitbull)                  | Enrique Iglesias · Nadir Khayat · Lionel Richie · Armando Pérez                                                    | 3:49     |  |
| 2.                               | «One Day at a Time» (con Akon)             | Akon · Iglesias · Nadir Khayat · Frankie Storm                                                                     | 4:01     |  |
| 3.                               | «Heartbeat» (con Nicole Scherzinger)       | Enrique Iglesias · Mark Taylor · Jamie Scott                                                                       | 4:17     |  |
| 4.                               | «Dirty Dancer» (con Usher)                 | Enrique Iglesias · Evan Bogart · Nadir Khayat; Nuri · Quinones                                                     | 3:39     |  |
| 5.                               | «Why Not Me?»                              | Enrique Iglesias, Nadir Khayat                                                                                     | 3:36     |  |
| 6.                               | «No Me Digas Que No» (con Wisin & Yandel)  | Enrique Iglesias · Descemer Bueno · Juan Morena Luna · Llandel Veguilla Malavé · Ernesto Padilla · Victor Martínez | 4:28     |  |
| 7.                               | «Ayer»                                     | Descemer Bueno · Enrique Iglesias                                                                                  | 3:33     |  |
| 8.                               | «Cuando Me Enamoro» (con Juan Luis Guerra) | Iglesias, Descemer Bueno                                                                                           | 3:21     |  |
| 9.                               | «Dile Que»                                 | Iglesias · Soronkin                                                                                                | 3:42     |  |
| 10.                              | «Tú y Yo»                                  | Iglesias · Syntek                                                                                                  | 4:01     |  |
| 11.                              | «Heartbreaker»                             | RedOne | 4:05     |  |
| 12.                              | «Coming Home»                              | Iglesias · Taylor · Scott                                                                                          | 4:00     |  |
| 13.                              | «No Me Digas Que No»                       | Bueno · Iglesias                                                                                                   | 4:07     |  |
| 50:32                            |                                            | |          |  |

| Edición Limitada Francia Bonus Disc |                                                                         |                                                         |          |  |
| N.º                                 | Título                                                                  | Escritor(es)                                            | Duración |  |
| 1.                                  | «Tonight (I'm Fuckin' You)» (con Ludacris y DJ Frank E)                 | Enrique Iglesias · Lauren Christy · Christopher Bridges | 3:51     |  |
| 2.                                  | «Heartbeat (RLS Radio Edit)» (con Nicole Scherzinger)                   |                                                         | 3:52     |  |
| 3.                                  | «I Like It (Cahill Club Remix Edit)» (con Pitbull)                      |                                                         | 3:40     |  |
| 4.                                  | «Cuando Me Enamoro (Mambo Kingz Remix)» (con Juan Luis Guerra)          |                                                         | 3:29     |  |
| 5.                                  | «Heartbeat (Glam As You Club Mix By Guena LG)» (con Nicole Scherzinger) |                                                         | 7:34     |  |
| 22:26                               |                                                                         |                                                         |          |  |

| Edición Especial India |                                                         | |          |  |
| N.º                    | Título                                                  | Escritor(es) | Duración |  |
| 1.                     | «Tonight (I'm Fuckin' You)» (con Ludacris y DJ Frank E) | Enrique Iglesias · Lauren Christy ·Christopher Bridges                                                             | 3:52     |  |
| 2.                     | «I like it» (con Pitbull)                               | Enrique Iglesias · Nadir Khayat · Lionel Richie · Armando Pérez                                                    | 3:52     |  |
| 3.                     | «Heartbeat» (India Mix) (con Sunidhi Chauhan)           | |          |  |
| 4.                     | «One Day at a Time» (con Akon)                          | Akon · Enrique Iglesias · Nadir Khayat · Frankie Storm                                                             | 4:05     |  |
| 5.                     | «Dirty Dancer» (con Usher)                              | Enrique Iglesias · Evan Bogart · Nadir Khayat · Nuri · Quinones                                                    | 3:34     |  |
| 6.                     | «Why Not Me?»                                           | Enrique Iglesias · Nadir Khayat                                                                                    | 3:39     |  |
| 7.                     | «Heartbeat» (con Nicole Scherzinger)                    | Enrique Iglesias · Mark Taylor · Jamie Scott                                                                       | 4:17     |  |
| 8.                     | «No Me Digas Que No» (con Wisin & Yandel)               | Enrique Iglesias · Descemer Bueno · Juan Morena Luna · Llandel Veguilla Malavé · Ernesto Padilla · Victor Martínez | 4:30     |  |
| 9.                     | «Ayer»                                                  | Descemer Bueno · Enrique Iglesias                                                                                  | 3:33     |  |
| 10.                    | «Cuando Me Enamoro» (con Juan Luis Guerra)              | Enrique Iglesias· Descemer Bueno                                                                                   | 3:20     |  |
| 11.                    | «Dile Que»                                              | Enrique Iglesias · Coti                                                                                            | 3:41     |  |
| 12.                    | «Tú y Yo»                                               | Enrique Iglesias · Aleks Syntek                                                                                    | 4:01     |  |
| 13.                    | «Heartbreaker»                                          | RedOne | 4:05     |  |
| 14.                    | «Coming Home»                                           | Iglesias · Taylor · Scott                                                                                          | 3:59     |  |
| 15.                    | «Everything's Gonna Be Alright»                         | Lenny Medina · Enrique Iglesias · Wayne Hector                                                                     | 3:47     |  |
| 16.                    | «No Me Digas Que No»                                    | Bueno · Iglesias                                                                                                   | 4:08     |  |
| 17.                    | «Heartbeat» (India Club Mix) (con Sunidhi Chauhan)      | |          |  |
| 18.                    | «I Like It» (Cahill Club Remix Edit) (con Pitbull)      | Armando Pérez · Lionel Richie · Enrique Iglesias · Redone                                                          | 6:31     |  |
| 19.                    | «I Like It» (Chuckie Radio Mix) (con Pitbull)           | Armando Pérez ·· Lionel Richie · Enrique Iglesias · Redone                                                         | 3:08     |  |

| Nueva Edición 2011 + Bonus Tracks |                                                                            | |          |  |
| N.º                               | Título                                                                     | Escritor(es) | Duración |  |
| 1.                                | «Tonight (I'm Fuckin' You)» (con Ludacris y DJ Frank E)                    | Enrique Iglesias · Lauren Christy · Christopher Bridges                                                            | 3:52     |  |
| 2.                                | «I like it» (con Pitbull)                                                  | Enrique Iglesias · Nadir Khayat · Lionel Richie · Armando Pérez                                                    | 3:52     |  |
| 3.                                | «One Day at a Time» (con Akon)                                             | Akon · Enrique Iglesias · Nadir Khayat · Frankie Storm                                                             | 4:05     |  |
| 4.                                | «Heartbeat» (con Nicole Scherzinger)                                       | Enrique Iglesias · Mark Taylor · Jamie Scott                                                                       | 4:17     |  |
| 5.                                | «Dirty Dancer» (con Usher)                                                 | Enrique Iglesias · Evan Bogart · Nadir Khayat · Nuri · Quinones                                                    | 3:34     |  |
| 6.                                | «Why Not Me?»                                                              | Enrique Iglesias · Nadir Khayat                                                                                    | 3:39     |  |
| 7.                                | «No Me Digas Que No» (con Wisin & Yandel)                                  | Enrique Iglesias · Descemer Bueno · Juan Morena Luna · Llandel Veguilla Malavé · Ernesto Padilla · Victor Martínez | 4:30     |  |
| 8.                                | «Ayer»                                                                     | Descemer Bueno · Enrique Iglesias                                                                                  | 3:33     |  |
| 9.                                | «Cuando Me Enamoro» (con Juan Luis Guerra)                                 | Iglesias · Descemer Bueno                                                                                          | 3:20     |  |
| 10.                               | «Dile Que»                                                                 | Iglesias · Coti | 3:41     |  |
| 11.                               | «Tú y Yo»                                                                  | Iglesias · Aleks Syntek                                                                                            | 4:01     |  |
| 12.                               | «Heartbreaker»                                                             | RedOne | 4:05     |  |
| 13.                               | «Coming Home»                                                              | Iglesias · Taylor · Scott                                                                                          | 3:59     |  |
| 14.                               | «Everything's Gonna Be Alright»                                            | Lenny Medina · Iglesias · Wayne Hector                                                                             | 3:47     |  |
| 15.                               | «No Me Digas Que No» (Bonus Track)                                         | Bueno · Iglesias                                                                                                   | 4:08     |  |
| 16.                               | «Tonight (I'm Lovin' You)» (con Ludacris y DJ Frank E) (Bonus Track)       | Enrique Iglesias · Lauren Christy · Christopher Bridges                                                            | 3:52     |  |
| 17.                               | «I Like It» (Cahill Club Remix Edit) (con Pitbull) (Bonus Track)           | Armando Pérez · Lionel Richie · Enrique Iglesias · Redone                                                          | 6:31     |  |
| 18.                               | «Heartbeat» (Glam As You Radio Mix) (con Nicole Scherzinger) (Bonus Track) | |          |  |

## Lista de posiciones
| Alemania       | German Albums Chart                | 87 |
| Australia      | Australian Albums Chart            | 6  |
| Bélgica        | Belgian Album Chart (Flanders)     | 7  |
| Bélgica        | Belgian Albums Chart (Wallonia)    | 11 |
| Canadá         | Canadian Albums Chart              | 12 |
| Dinamarca      | Danish Albums Chart                | 12 |
| Escocia        | Scottish Albums Chart              | 6  |
| España         | Spanish Albums Chart               | 1  |
| Estados Unidos | US Billboard 200                   | 10 |
| Estados Unidos | US Latin Albums                    | 1  |
| Estados Unidos | US Latin Pop Albums                | 1  |
| Finlandia      | Finnish Albums Chart               | 11 |
| Francia        | French Albums Chart                | 10 |
| Grecia         | Greece Albums Chart                | 3  |
| Irlanda        | Irish Albums Chart                 | 10 |
| Italia         | Italian Albums Chart               | 55 |
| México         | Mexican Albums Chart               | 1  |
| México         | Mexican Internacional Chart Albums | 1  |
| Países Bajos   | Dutch Albums Chart                 | 5  |
| Polonia        | Polish Albums Chart                | 23 |
| Reino Unido    | UK Albums Chart                    | 6  |
| Rusia          | Russian Albums Chart               | 6  |
| Suecia         | Swedish Albums Chart               | 52 |
| Suiza          | Swiss Music Charts                 | 4  |
| Europa         | European Top 100 Albums            | 5  |

| Australia      | Australian Albums Chart | 72  |
| Estados Unidos | US Latin Albums         | 2   |
| Estados Unidos | US Latin Pop Albums     | 1   |
| Estados Unidos | US Billboard 200        | 185 |
| Europa         | European Top 100 Albums | 98  |

### Certificaciones
| País           | Organismo certificador | Certificación | Ventas certificadas | Simbolización | Ref.   |
| -------------- | ---------------------- | ------------- | ------------------- | ------------- | ------ |
| Australia      | ARIA                   | Oro           | 35 000              | ●             | [ 45 ] |
| Canadá         | CRIA                   | Oro           | 40 000              | ●             | [ 46 ] |
| Estados Unidos | RIAA (Latin)           | 2× Platino    | 200 000             | 2▲            | [ 47 ] |
| Francia        | SNEP                   | Oro           | 50 000              | ●             | [ 48 ] |
| México         | AMPROFON               | Platino       | 60 000              | ▲             | [ 49 ] |
| Polonia        | ZPAV                   | Oro           | 10 000              | ●             | [ 50 ] |
| Reino Unido    | BPI                    | Oro           | 100 000             | ●             | [ 51 ] |
| Rusia          | NFP                    | Oro           | 5 000               | ●             | [ 52 ] |

### Tabla de procesión y sucesión
| Predecesor: Can't Be Tamed de Miley Cyrus                                                    | Spanish Albums Chart — Álbum N° 1 11 de julio de 2010 — 25 de julio de 2010 | Sucesor: One Love de David Guetta                                                                                |
| Predecesor: Desde La Cantina Vol. 2 por Pesado Dejarte de amar por Camila                    | Mexican Albums Chart — Álbum N° 1 11 de julio de 2010 — 31 de julio de 2010 8 de agosto de 2010 — 21 de agosto de 2010                                                                     | Sucesor: Dejarte de amar de Camila The Final Frontier de Iron Maiden                                             |
| Predecesor: Iconos de Marc Anthony Poquita ropa de Ricardo Arjona Luis Miguel de Luis Miguel | U.S. Billboard Top Latin Albums — Álbum N° 1 24 de julio de 2010 — 4 de septiembre de 2010 8 de septiembre de 2010 — 18 de septiembre de 2010 9 de octubre de 2010 — 23 de octubre de 2010 | Sucesor: Poquita ropa de Ricardo Arjona Luis Miguel de Luis Miguel El hombre que más te amó de Vicente Fernández |
| Predecesor: Iconos de Marc Anthony Poquita ropa de Ricardo Arjona Luis Miguel de Luis Miguel | U.S. Billboard Latin Pop Albums — Álbum N° 1 24 de julio de 2010 — 4 de septiembre de 2010 8 de septiembre de 2010 — 18 de septiembre de 2010 9 de octubre de 2010 — 23 de octubre de 2010 | Sucesor: Poquita ropa de Ricardo Arjona Luis Miguel de Luis Miguel En total plenitud de Marco Antonio Solís      |

## Premios y nominaciones
Euphoria fue nominado en distintas ceremonias de premiación. A continuación, una lista con algunas de las candidaturas que obtuvo el álbum:
| Año  | Ceremonia de premiación          | Premio                    | Resultado |
| ---- | -------------------------------- | ------------------------- | --------- |
| 2017 | Premios Oye!                     | Mejor Álbum Pop Masculino | Nominado  |
| 2017 | Billboard Year-End Charts Awards | Mejor Álbum Latino        | Nominado  |
| 2017 | Billboard Year-End Charts Awards | Mejor Álbum Pop Latino    | Ganador   |
| 2018 | Premio Lo Nuestro                | Mejor Álbum del Año       | Nominado  |
| 2018 | Premios Juventud                 | Lo Toco Todo              | Nominado  |
| 2018 | Latin Billboard Music Awards     | Álbum del Año             | Ganador   |
| 2018 | Latin Billboard Music Awards     | Álbum Pop del Año         | Ganador   |
| 2018 | Latin Billboard Music Awards     | Álbum Digital del Año     | Nominado  |
| 2018 | Billboard Music Awards           | Álbum Pop Latino          | Ganador   |

## Historial de lanzamiento
| País           | Fecha                    | Formato              | Edición               | Discográfica                               |
| -------------- | ------------------------ | -------------------- | --------------------- | ------------------------------------------ |
| Países Bajos   | 2 de julio de 2010       | CD, Descarga digital | Edición International | Universal Music                            |
| Suecia         | 2 de julio de 2010       | Descarga digital     | Edición International | Universal Music                            |
| Francia        | 5 de julio de 2010       | CD, Descarga digital | Edición International | Universal Music                            |
| Francia        | 13 de diciembre de 2010  | CD, Descarga digital | Edición Limitada 2CD  | Universal Music                            |
| Reino Unido    | 5 de julio de 2010       | CD, Descarga digital | Edición Reino Unido   | Polydor                                    |
| Reino Unido    | 21 de marzo de 2011      | CD, Descarga digital | Edición Especial      | Polydor                                    |
| Estados Unidos | 6 de julio de 2010       | CD, Descarga digital | Edición Estándar      | Universal Republic, Universal Music Latino |
| Estados Unidos | 6 de julio de 2010       | CD, Descarga digital | Edición Especial      | Universal Republic, Universal Music Latino |
| Hong Kong      | 6 de julio de 2010       | CD                   | Edición Reino Unido   | Polydor                                    |
| India          | 9 de julio de 2010       | CD                   | Edición Internacional | Universal Music                            |
| China          | 25 de septiembre de 2010 | CD                   | Edición Internacional | Universal Music                            |